# Hans von Euler-Chelpin
Hans Karl August Simon von Euler-Chelpin (ur. 15 lutego 1873 w Augsburgu, zm. 6 listopada 1964 w Sztokholmie) – szwedzki chemik organik, biochemik, pochodzenia niemieckiego, laureat Nagrody Nobla z chemii w 1929 roku.
Był synem oficera wojsk Królestwa Bawarii, większość dzieciństwa spędził w Wasserburgu am Inn. Uczęszczał do szkół w Monachium, Würzburgu i Ulm, następnie, w latach 1891–1893 studiował malarstwo w Akademii Sztuk Pięknych w Monachium pod kierunkiem Ludwiga Schmida-Reutte oraz Franza von Lenbacha. Chęć głębszego zrozumienia kolorów skłoniła go do podjęcia studiów naukowych.
W latach 1893–1895 studiował chemię na Uniwersytecie Humboldtów w Berlinie. Jego wykładowcą chemii był m.in. Hermann Emil Fischer, a fizyki Emil Warburg i Max Planck. W latach 1896–1897 pracował pod kierownictwem Walthera Nernsta na Uniwersytecie w Getyndze, a w 1897 roku został asystentem Svante Arrheniusa w Królewskim Instytucie Technicznym w Sztokholmie. W 1900 roku przeniósł się na Uniwersytet w Sztokholmie. W latach 1906–1941 był tam profesorem chemii ogólnej i organicznej, a od 1929 roku kierował nowo utworzonym Instytutem Biochemii przy tej uczelni.
Prowadził badania nad enzymami, witaminami i fermentacją cukrów. Wyjaśnił udział enzymów w fermentacji cukrów, za co został uhonorowany Nagrodą Nobla w 1929 roku, wspólnie z uczonym brytyjskim sir Arthurem Hardenem.
Jego syn Ulf von Euler (1905-1983) otrzymał medyczną Nagrodę Nobla w 1970 roku.